# السيدة مع الخنزير
السيدة مع الخنزير أو الإباحية مع الخنزير هي لوحة للفنان البلجيكي فيليسيان روبس عام 1878، وجزء من مجموعة فيليسيان روبس في متحف المقاطعة في نامور، بلجيكا.
تبلغ أبعاد العمل 75 سنتيمتر ارتفاعًا و48 سنتيمتر عرضًا، ونفذ العمل باستخدام ألوان الجواش والطلاء المائي مع ألوان الباستيل على الورق. أعيد إنتاج العمل بعدة طرق (نقش على أرضية ناعمة، الطباعة الفوتوغرافية والنقش المائي، وكان ملونًا في بعض الأحيان) لتحفظ هذه الأعمال أيضًا في مجموعات متاحف أخرى، مثل متحف مقاطعة لوس أنجلس للفنون والمتحف الوطني للفن الغربي ومتحف غيكس أمستردام.

## توصيف
تعتبر الإباحية العمل الأكثر شهرة لروبس. رسمها روبس عندما كان في 45 من عمره ويعيش في باريس مع ليونتين دولوك وشقيقتها أوريلي، وكان له أطفالًا من الاثنتين. يمكن ترجمة عنوان العمل على أنه «حاكم الزنا». حسب رسالة كتبها روبس، فإن هذا العمل قد أنجز «في شقة محمومة مفعمة بروائح مختلفة، حيث منحني الأفيون والسيكلامين حمى طفيفة أفضت إلى هذا الإنتاج أو حتى إلى هذا التكاثر». يصور العمل امرأة، تقود خنزيرًا مربوط إلى رسن، يُنظر إليها من الجانب الأيسر. المرأة التي قيل إنها محظية، هي عارية تقريبًا، باستثناء ارتدائها لقفازات طويلة سوداء من الحرير، وعصابة للعينين، وقبعة مزينة بالريش، حذاء وجوارب نسائية سوداء، وحزام من الذهب والحرير الأزرق كإكسسوار للتأكيد فقط على عريها. يظهر فوق الخنزير ذي الذيل الذهبي، ثلاثة بوتي (ملائكة) مجنحين يطيرون بعيدًا ويظهر أنهم في رعب أو صدمة. يشير روبس إلى أنهم «ثلاثة أحبة- أحبة قدماء- يتلاشون وسط الدموع».

## معنى اللوحة
يوجد عدة تفسيرات لهذا العمل الفني. يمكن رؤية المرأة كأنثى قوية، يقودها خنزير يمكن اعتباره صورة لرجل بحالة بهيمية مستكينة وجاهلة، باقيًا تحت مراقبة المرأة. يمكن اعتبار الخنزير بذيله الذهبي أيضًا كرمز للرخاء، أو حتى كحيوان الشيطان الذي يمثل رمز الزنا وهو يقود المرأة على عماها. على أية حال فإن العمل يجسد رؤية روبس للمرأة في عصره: أنثى لعوب شديدة الحزم، عديمة الرحمة ومغوية. «جسدت الحيوان البشري الذي صوره فيليسيان روبس بوقاحة على أنه «إباحية»، حاكم «الإباحية» لبرودون، مخلوق يقاد على عماه من قبل خنزير، رمز سيرسي، التمثيل البهيمي لجميع الشرور الجنسية».
تمشي المرأة مع الخنزير على منصة من الرخام، أسفلها إفريز يظهر فيه أربعة رموز فنية: النحت، الموسيقى، الأدب والرسم. تصور هذه الفنون الجميلة على هيئة أشكال ذكورية كلاسيكية رمادية اللون تبدو يائسة. قد يترجم ذلك على أنه انتصار لذة وإيروتيكية الفن الذي خلقه روبس ومعاصريه من أتباع الحركة المنحلة، على ملل الفن الأكاديمي في تلك الحقبة.
قد يشير العنوان كذلك إلى مفهوم الإباحية، وهي فترة في تاريخ البابوية خلال النصف الأول من القرن العاشر حيث كان الباباوات شديدي التأثر بالعائلة الأرستقراطية الفاسدة، الثيوفيلاكتي. نشر بيير-جوزيف برودون مساره المناهض للنسوية الإباحية أو النساء في العصر الحديث في عام 1875، قبل أن يعمل روبس على إباحيته هذه بثلاث سنوات.
كان البلجيكي إدموند بيكارد الضليع بالفن والمهتم بجمعه مالكًا أوليًا لهذا العمل. استقبلت لوحة الإباحية بامتعاض وفضيحة خلال معرض 1886 لمجموعة العشرين، وهي مجموعة فنية كان روبس ينتمي إليها.